# Mesostigma
Mesostigma là một chi của các tảo lục nước ngọt, với loài Mesostigma viride. Tính đến  tháng 2 năm 2022, AlgaeBase phân loại nó vào chi duy nhất của họ Mesostigmataceae và họ duy nhất của bộ Mesostigmatales, bộ duy nhất trong Mesostigmatophyceae.